# トランプマン
トランプマンは、日本のプロマジシャン。男性。1954年生。東京マジック、サンミュージックプロダクション所属。本名は星野徹義。素顔、出身地などは非公表とされている。いくつかのトランプマン・キャラクター商品も発売されている。
トランプマン2号についても後述する。トランプマン2号は本名は中島弘幸であるが、トランプマンの代わりに急遽トランプマン2号として番組に2回だけ出演した。トランプ2号は1号の会社の元従業員であり、現在は本名で活動している。

## 経歴・人物像

### 『なるほど!ザ・ワールド』への出演
フジテレビ系列で放送された紀行・情報クイズ番組『なるほど!ザ・ワールド』にてデビュー。1990年6月から7年間レギュラー出演した。
初期のころはクイズの優勝者決定後、海外旅行を賭けたゲーム（テーブルマジック形式）にのみ登場していた。その後、冒頭の席順決めゲームや、エンディングのテーブルマジックのデモンストレーションにも登場、また海外ロケに参加するなど、番組に欠かせない人気キャラクターとなっていった。
デビュー当時は黒の帽子に白と黒のギャルソン風衣装に、白と水色のチェック模様の仮面を付け、完全に無言・無表情。のちにトランプのスート（スペード・ハート・ダイヤ・クラブ）をあしらった金色の帽子に真っ赤なスーツ、金色の縁取りが付いた赤い仮面のコスチュームに変更した。その際、仮面の目出し部分が従来より大きくなったため、声は出さないものの白い歯を出して少し妖しいポーズを見せたり、頬を少し膨らまして軽い笑顔をしたりと、マジックの雰囲気に合わせ表情が豊かになった。その後、仮面やメイクはそのままに、黒地に金の縁取りのスーツ・帽子も新調された。
一時期、番組内でトランプマンのライバル的存在として、全身黒ずくめの覆面をした「ジョーカーマン」なるキャラクターが登場し、マジック対決を行ったことがある。また、番組内でMr.マリックとのマジック対決を幾度か行ったこともある。

### その後
『なるほど!ザ・ワールド』終了後も各番組にゲスト出演し、また『新春スターかくし芸大会』『ものまね王座決定戦』などでマジックの演技指導も行っている。
トランプマンは基本的にしゃべらないが、『ものまね王座決定戦』に出演した際は出演者らとトークをした。また、日本テレビの『ぐるぐるナインティナイン』の不定期企画「ゴチになります!2」にゲスト出演し、スペシャル料理を決めるゲームを行ったこともある。
2011年2月20日に放送されたTBSの『クイズ☆タレント名鑑』では、優勝したいとうあさこチームに対する優勝賞品をかけたゲームに登場し、『なるほど!ザ・ワールド』に酷似したゲームを行った。その後もダミーのトランプマンとの比較で本物を当てるクイズ、「ギリギリ有名人が逃走中」（『run for money 逃走中』のパロディ）でのエキストラ、足裏マッサージを受けてしゃべるかなどといった企画が行われ、『タレント名鑑』に準レギュラー出演した。
顔の輪郭がタモリに類似していたことやトランプマンが笑っていいともに出演中、司会のタモリがその場に居合わせないこと、またタモリもマジックを得意としていたことなどから「トランプマンとタモリは同一人物」という噂が流れた。しかし、『笑っていいとも!』でタモリと共演し、目の前でマジックを披露し同一人物ではないことを証明したことがある。
2012年から2017年に放送された『ウソのような本当の瞬間!30秒後に絶対見られるTV』（テレビ東京）にレギュラー出演。ホームセンターを舞台に一般客を交え、身近な日用品を用いたマジックを披露している。ライバルとして「ステッキガール」や海外のマジシャンも出演し、彼らとのマジックバトルを行っている。
2015年に発売された、音楽ユニット・fripSideのシングル「Luminize」のPVにゲスト出演している。
TBS『オールスター感謝祭』にクイズ解答者、「赤坂5丁目ミニマラソン」に出場している。2017年10月7日に放送されたTBS『オールスター感謝祭2017秋』の番組企画で、日本一辛いとされる超激辛麻婆豆腐を試食したトランプマンがあまりの辛さに悶えながら「あ〜 参った こりゃ」と少し高めの声を発したことがあった。
声優の鈴木みのりが歌う「ダメハダメ」（アニメ『手品先輩』エンディングテーマ）のPVにも出演した。
2020年4月から、BSフジ『クイズ!脳ベルSHOW』のクイズコーナー「タネを見破れソレどうなってるの!?」（隔週金曜放送）に出演している。
2023年の「FNS 27時間テレビ」では「100ｋウルトラ サバイバル マラソン」に挑戦し、勇敢に走った。

## トランプマン2号
トランプマンが『なるほど!ザ・ワールド』の企画でニューヨーク、ロシア、イタリアにいるマジシャンや超能力を持った小学生に会いに行くため、数週間番組を休んだことがある。その間、代役として「トランプマン2号」が登場した。2号も本名、素顔などは非公表だった。衣装は初期のトランプマンのデザインに「トランプマン2号」のたすきをしていた。また同番組ではトランプマンが帰国後、一度だけ2号と共演しテーブルマジックを披露したことがある。
2000年代中盤に東京マジックのトランプマン公式サイトで活動していたトランプマンは非常に若い外見だった。その公式サイトに一時的に2号の写真が掲載されたことがあった。その後、素顔のマジシャンとして活動している。
2016年12月16日に放送されたテレビ東京系の『じっくり聞いタロウ〜スター近況（秘）報告〜』のなかで本名（中島弘幸）を公表した。